# Beechcraft Bonanza
El Beechcraft Bonanza es un monoplano utilitario fabricado en Estados Unidos e introducido en 1947 por la compañía The Beech Aircraft Corporation. En 2008 todavía se producían variantes fabricadas por Hawker Beechcraft, convirtiendo a esta aeronave en la producción más larga de una aeronave en la historia. Más de 17 000 unidades han sido construidas.

## Diseño y desarrollo

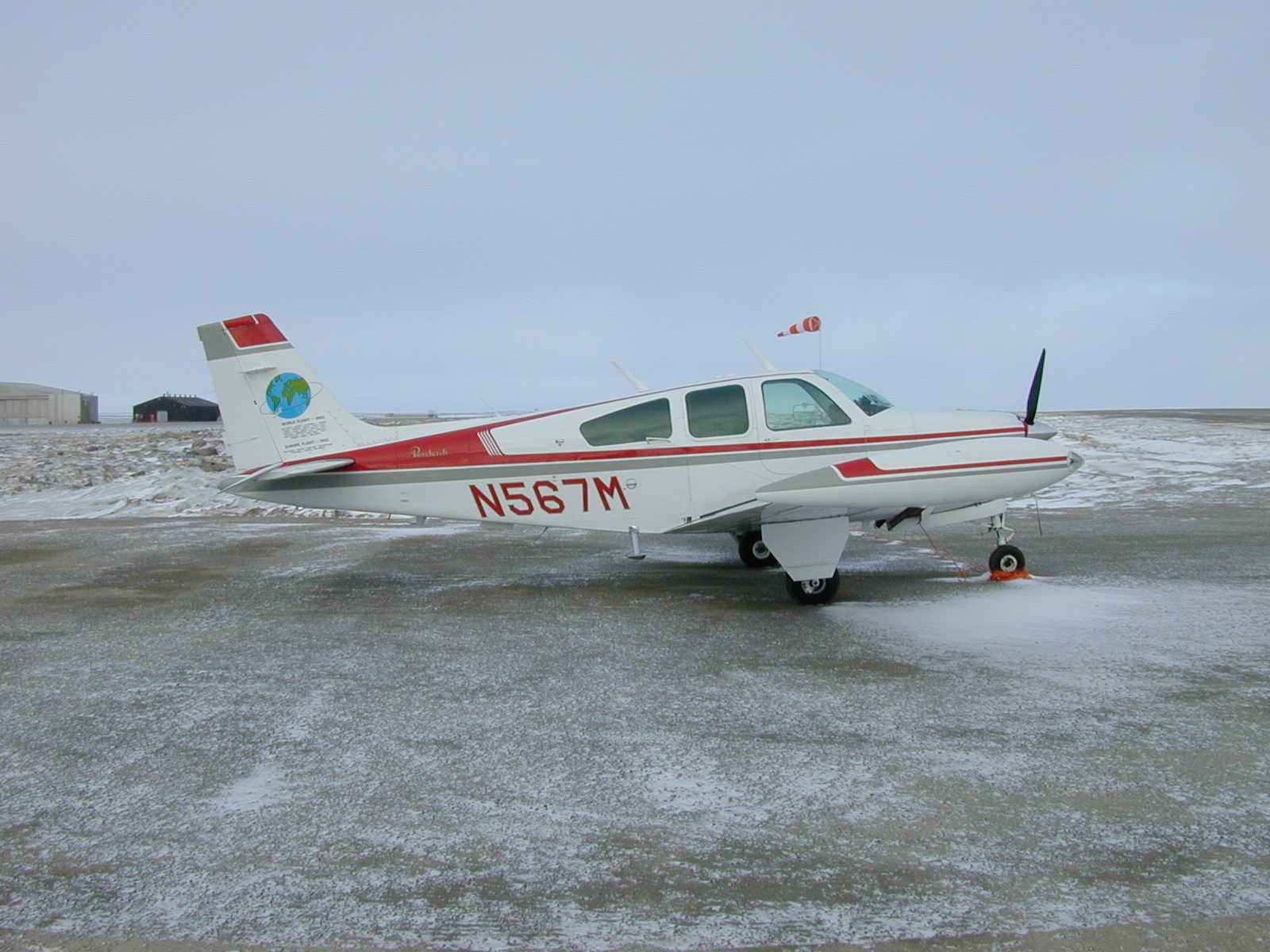
Beechcraft Bonanza 33 en Nunavut, Canadá.

Al final de la Segunda Guerra Mundial aparecieron dos aeronaves construidas íntegramente en metal, el Model 35 Bonanza y el Cessna 195, que tenían enfoques muy distintos del mercado de aviación civil de la posguerra. Con su ala alta, un motor radial de siete cilindros y tren de aterrizaje fijo, el Cessna 195 era poco más que una continuación de la tecnología anterior a la guerra; el Bonanza 35, sin embargo, era más parecido a los cazas desarrollados durante la misma, con una manera más fácil de gestionar, horizontalmente, un tren de aterrizaje retráctil y ala baja.
Diseñado por un equipo dirigido por Ralph Harmon, el Bonanza 35 fue el primer, verdadero y moderno avión de alto rendimiento utilitario. Era un monoplano de ala baja muy rápido, de hecho, fue construido en un momento en que la mayoría de los aviones ligeros seguían siendo de madera y tela. El Model 35, con tren de aterrizaje retráctil y cola tipo V (equipado con una combinación de elevadores y timón, llamado "ruddervator"), lo hizo más eficiente y más distintivo entre los aviones privados del cielo. El prototipo del Bonanza 35 voló por primera vez el 22 de diciembre de 1945, y el primer avión de producción debutaría en 1947. Los primeros 30 o 40 Bonanza tenían tela recubriendo los alerones y las flaps (luego, las superficies fueron recubiertas con chapa de aleación de magnesio).
Supuestas deficiencias estructurales en el diseño de la cola de tipo en V han sido señaladas como posibles causantes de una serie de accidentes mortales.[cita requerida] Un estudio realizado por Beechcraft llegó a la conclusión de que la causa fue principalmente el uso del Bonanza para viajes de larga distancia en todos los tipos de clima, y que las roturas a bordo fueron principalmente el resultado de excursiones con extremas turbulencias (como podrían ser las tormentas). Otros modelos, como el Cessna 210, que fueron empleados igualmente, no tienen la misma tasa de desintegración que el Bonanza. La FAA emitió dos directivas de aeronavegabilidad para estudiar la cola de tipo en V. El primero (AD 2002-21-13) sólo se aplica a los primeros 35, A35, B35 y a los ejemplares construidos entre 1947 y 1950, y es una orden detallada de inspección y procedimientos de reparación. El segundo (AD 94-20-04 R2) requería una inspección de la estructura del timón, reforzaba la necesidad de corregir el equilibrado de las superficies de control y la tensión de los cables, e incluía la instalación de un carenado para garantizar la unión de los estabilizadores al fuselaje.
En 1982 cesó la producción de los Bonanza de cola de tipo en V, aunque más de 6000 aparatos están todavía en uso. El modelo 33 de cola convencional continuó en producción hasta 1995. Aún hoy se construye el modelo Bonanza 36, con un fuselaje más largo y cola recta (diferenciándose del diseño original), introducido en 1968.
Todos los Bonanza comparten una característica inusual: la horquilla del timón y los pedales están interconectados por un sistema flexible de cuerdas elastizadas que ayudan en el mantenimiento de la aeronave en vuelo coordinado durante los giros. El sistema de cuerdas elastizadas permite al piloto realizar giros coordinados utilizando sólo la horquilla durante el vuelo de crucero.

### QU-22 Pave Eagle
El QU-22B fue un Beech A36 Bonanza modificado durante la guerra de Vietnam para realizar vigilancia electrónica con aeronaves, que se desarrolló bajo el nombre de proyecto "Pave Eagle" para la Fuerza Aérea de los Estados Unidos, con un motor Continental IO-520 utilizado para reducir el ruido y equipos de aviónica especiales. Con estos equipos se enviaron a Vietnam; estos aviones estaban destinados a ser utilizados como aviones teledirigidos no tripulados para la recogida y transmisión a estaciones de tierra de datos transmitidos por sensores acústicos a lo largo de la Ruta Ho Chi Minh en Laos, y vigilar los movimientos de tropas. Sin embargo, cuando el proyecto se puso en funcionamiento en 1968, los aviones teledirigidos fueron volados por los pilotos del 554 Escuadrón de Reconocimiento.
Seis prototipos YQU-22A (modificaciones del Beech 33 Debonair) fueron probados en combate en 1968 y dos se perdieron durante las operaciones, con un piloto de pruebas civil muerto. Se modificaron 27 QU-22B, 13 en 1969 y 14 en 1970, con 6 pérdidas en combate. Dos pilotos de la Fuerza Aérea murieron en acción. Todas las pérdidas se debieron a fallos del motor o a los efectos de turbulencias.

## Variantes

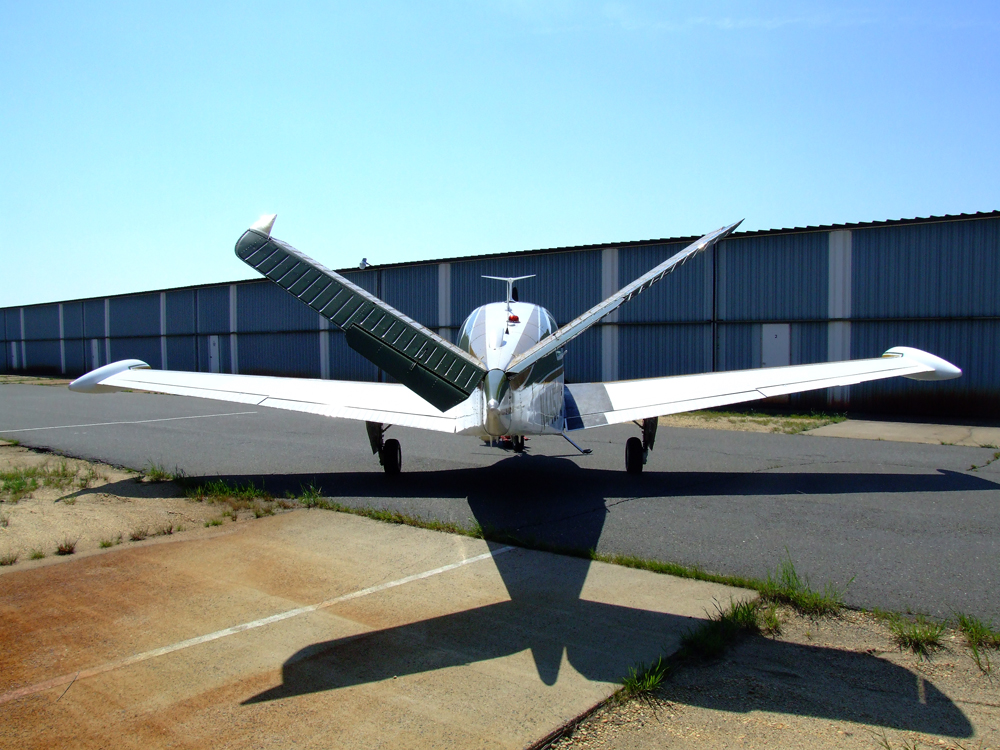
Variante de cola en V.

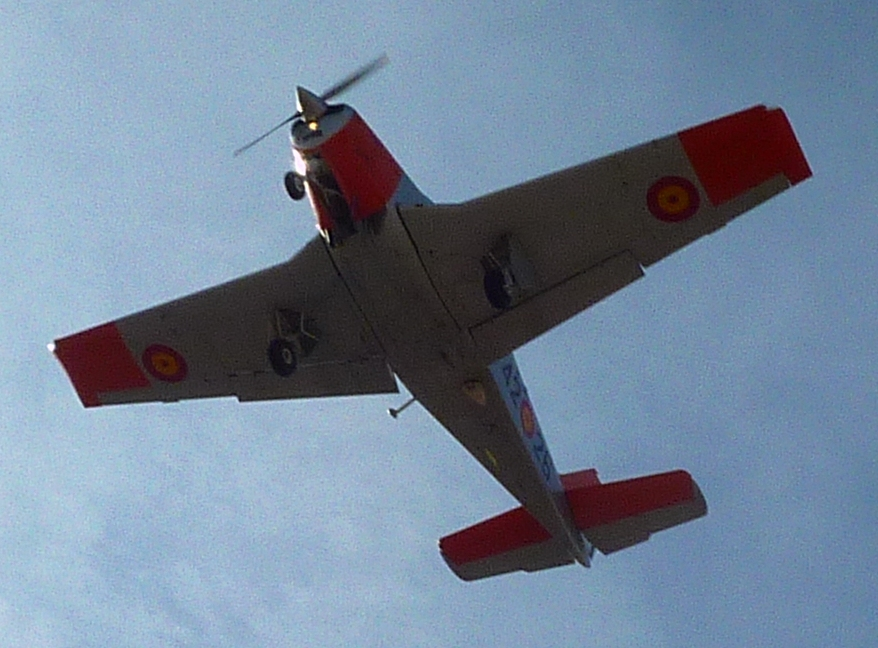
F33C del Ejército del Aire.

### Model 33 Debonair/Bonanza (BE33)
35-33 Debonair
M35 Bonanza con aleta y timón de profundidad convencionales, motor Continental IO-470-J de 225 hp, 233 unidades construidas (1959).
35-A33 Debonair
33 con ventanas laterales traseras y compensación interior mejorada, 154 unidades construidas (1961).
35-B33 Debonair
A33 con borde de ataque del empenaje redondeado, modificaciones N35 del depósito de combustible y panel de instrumentos P35, 426 unidades construidas (1962-1964).
35-C33 Debonair
B33 con ventanillas traseras laterales de tipo gota, carenado del empenaje alargado y asientos mejorados, 305 unidades construidas (1965-1967).
35-C33A Debonair
C33 con motor Continental IO-520-B de 285 hp, quinto asiento opcional, 179 unidades construidas (1966-1967).
D33 Debonair
Un S35 modificado como prototipo militar de apoyo aéreo cercano.
E33 Bonanza
C33 con compensación del Bonanza mejorada, 116 unidades construidas (1968-1969).
E33A Bonanza
E33 con motor Continental IO-520-B de 285 hp, 85 unidades construidas (1968).
E33B Bonanza
E33 con fuselaje reforzado y con certificado para acrobacia aérea.
E33C Bonanza
E33B con motor Continental IO-520-B de 285 hp, 25 unidades construidas (1968-1969).
F33 Bonanza
E33 con ventanillas laterales traseras más profundas y mejoras menores, 20 unidades construidas (1970).
F33A Bonanza
F33 con motor Continental IO-520-B de 285 hp, más tarde los aviones tuvieron una cabina S35/V35 más larga y asientos extra, 821 unidades construidas (1970-1994).
F33C Bonanza
F33A certificado para acrobacia aérea, 118 unidades construidas (1970).
G33 Bonanza
F33 con motor Continental IO-470-N de 260 hp y compensación V35B, 50 unidades construidas (1972-1980).

### Model Bonanza 35 (BE35)

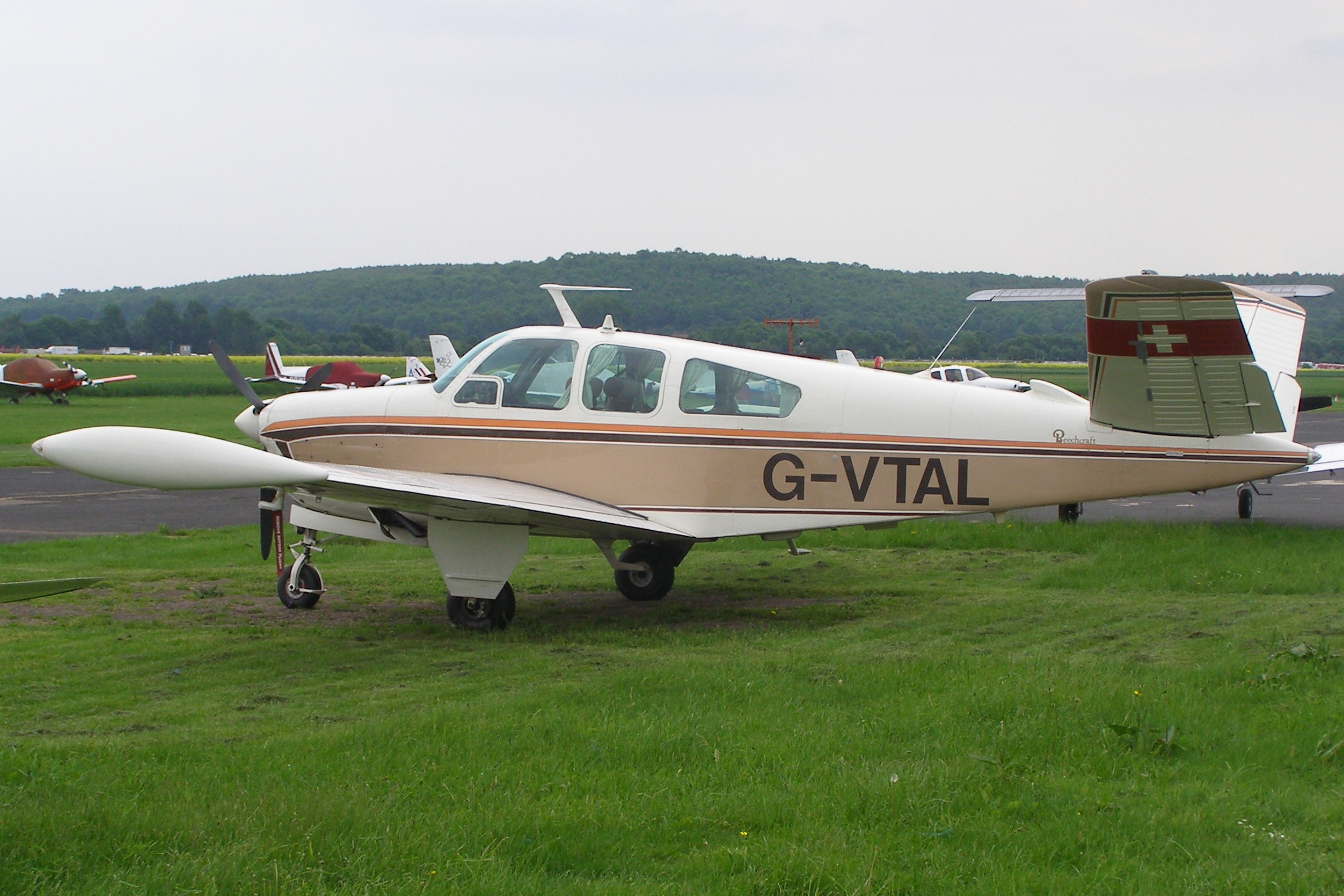
Modelo V35.

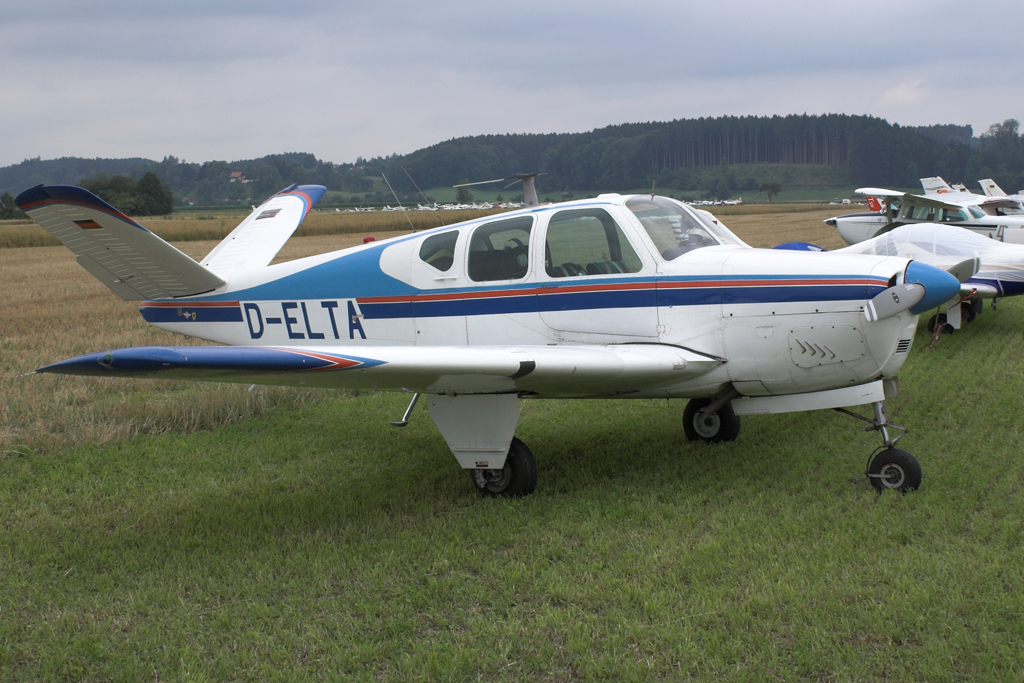
Beechcraft 35 Bonanza.

35
Versión de producción principal con motor Continental E-185-1 de 165 hp, se construyeron 1500 unidades (1947-1948).
A35
Model 35 con mayor peso al despegue y cambios internos menores, se construyeron 701 unidades (1949).
B35
A35 con motor Continental E-185-8 de 165 hp y otros cambios menores, se construyeron 480 unidades (1950).
C35
B35 con motor Continental E-185-11 de 185 hp, hélice de metal, superficies de cola mayores, mayor peso al despegue, aprobado para usar el motor Lycoming GO-435-D1, 719 unidades construidas (1951-1952).
D35
C35 con mayor peso al despegue y otros cambios menores, 298 unidades construidas (1953). Aprobado para usar el motor Lycoming GO-435-D1.
E35
D35 con motor opcional E-225-8 y cambios menores, 301 unidades construidas (1954).
F35
E35 con ventanas traseras extra a cada lado, 392 unidades construidas (1955).
G35
F35 con motor Continental E-225-8, 476 unidades construidas (1956).
H35
G35 con motor Continental O-470-G, una estructura reforzada y cambios en la compensación interna, 464 unidades construidas (1957).
J35
H35 con motor Continental IO-470-C de inyección de combustible, piloto automático opcional e instrumentos mejorados, 396 unidades construidas (1958).
K35
J35 con mayor capacidad de combustible, quinto asiento opcional y mayor peso al despegue, 436 unidades construidas (1959).
M35
K35 con puntas alares redondeadas, 400 unidades construidas (1960).
N35
M35 con motor Continental IO-470-N de 260 hp, mayor capacidad de combustible, con mayor peso al despegue y ventanas traseras de tipo gota, 280 unidades construidas (1961).
O35
Versión experimental, un N35 equipado con perfil de flujo laminar y tren de aterrizaje rediseñado, se construyó una sola unidad (1961).
P35
N35 con nuevo panel de instrumentos y asientos mejorados, 467 unidades construidas (1962-1963).
S35
P35 con motor Continental IO-520-B, mayor peso al despegue, parte interior de la cabina más larga, quinto y sexto asientos opcionales, 667 unidades construidas (1964-1965).
V35
S35 con mayor peso al despegue, parabrisas de una sola pieza, motor opcional TSIO-520-D sobrealimentado (como V35-TC), 873 unidades construidas (1966-1967).
V35A
V35 con parabrisas aerodinámico y cambios menores, motor opcional TSIO-520-D sobrealimentado (como V35A-TC), 470 unidades construidas (1968-1969).
V35B
V35A con mejoras menores de los sistemas y de la compensación, motor opcional TSIO-520-D sobrealimentado (como V35B-TC), sistema eléctrico de 24 voltios (en el modelo de 1978 y siguientes), 873 unidades construidas (1970-1982).

### Model 36 Bonanza (BE36)

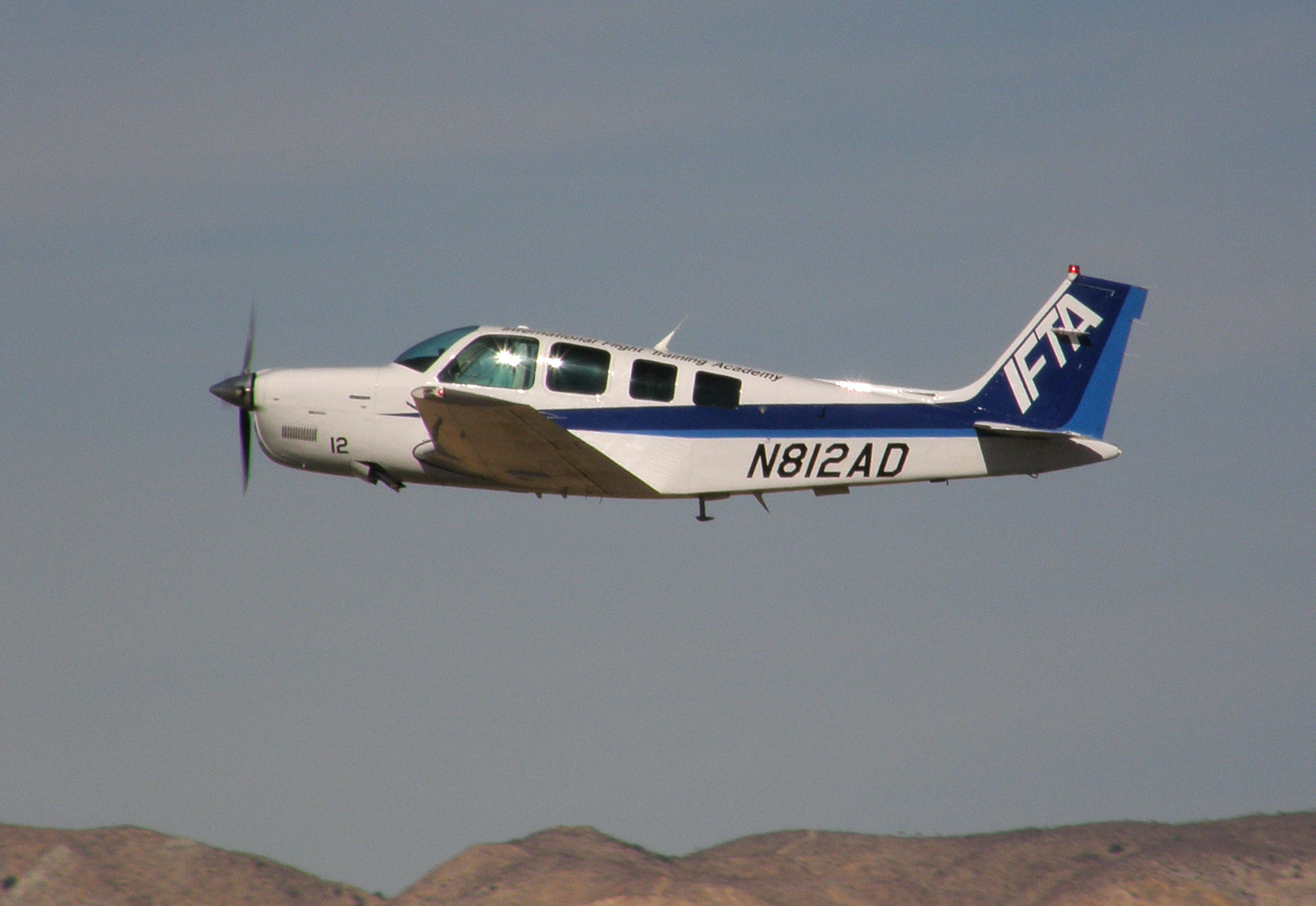
A36 IFTA en Mojave.

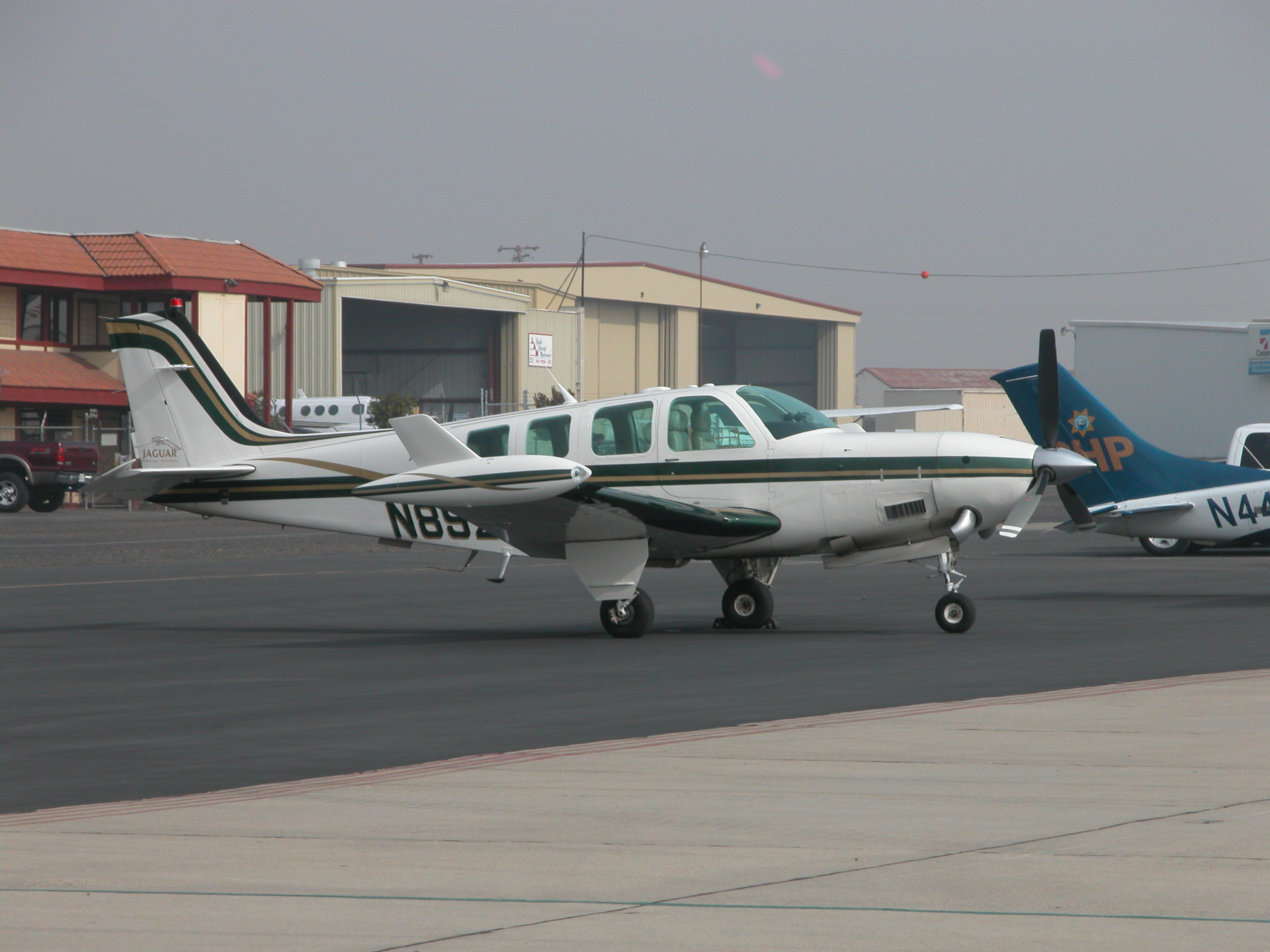
A36 Bonanza.

36
E33A con fuselaje alargado 10 pulgadas, cuatro ventanas laterales de cabina, puerta trasera doble de estribor y seis asientos, motor Continental IO-520-B de 285 hp, 184 unidades construidas (1968-1969).
A36
Model 36 con interior de lujo mejorado, nuevo sistema de combustible, mayor peso al despegue, equipado desde 1984 con un motor Continental IO-550-BB y panel de instrumentos y controles rediseñados, 2128 unidades construidas (1970-2005).
A36TC
Model 36 con hélice de 3 palas y motor Continental TSIO-520-UB sobrealimentado de 300 hp, 280 unidades construidas (1979-1981).
T36TC
A36 equipado con cola en T y motor Continental TSIO-520 de 325 hp, se construyó una sola unidad (1979).
B36TC
A36TC con alas de mayor envergadura, alcance aumentado, controles y panel de instrumentos rediseñados, mayor peso al despegue, 116 unidades construidas (1982-2002).
G36
Modernización del A36 con cabina de cristal y con el sistema Garmin G1000 (2006–presente).

### QU-22
YQU-22A (Model P.1079)
Designación militar de la Fuerza Aérea de los Estados Unidos de un prototipo de avión no tripulado destinado a recabar inteligencia, 6 unidades construidas.
YAU-22A (Model PD.249)
Prototipo de una versión de apoyo aéreo cercano de bajo coste, usando un fuselaje de Bonanza A36 y las alas de un Baron B55, se construyó una unidad.
QU-22B
Modelo de avión no tripulado de producción para la operación Pave Eagle de la Fuerza Aérea de los Estados Unidos, 27 unidades construidas. Modificado con sobrealimentación, hélice tripala y depósitos de punta alar.

## Operadores militares
Argentina
 Bolivia
 Brasil
 Costa de Marfil
- Fuerza Aérea de Costa de Marfil: 1 Bonanza F33C.[17]

 España
- Ejército del Aire de España: 29 Bonanza F33C y 25 Bonanza F33A.[18]

 Estados Unidos
- Fuerza Aérea de los Estados Unidos

 Haití
- Cuerpo Aéreo Haitiano: 1 Bonanza F33.[19]

 Irán
- Fuerza Aérea Imperial Iraní: 10 Bonanza F33A y 39 Bonanza F33C.[20]

 Indonesia
- Aviación Naval Indonesia.[21]

 Israel
 México
- Fuerza Aérea Mexicana: Se entregaron 20 Bonanza F33C en 1974 y 22 adicionales en 1986. En 2012 todas las unidades fueron dadas de baja.[23]

 Nicaragua
- Guardia Nacional: 1 Bonanza A35.[24]

 Países Bajos
- Escuela de Vuelo del Gobierno de los Países Bajos: 16 Bonanza F33C.[25]

 Paraguay
 Tailandia

## Especificaciones

### Características generales
- Tripulación: Uno (piloto)
- Capacidad: 3 pasajeros
- Longitud: 7,7 m (25,2 ft)
- Envergadura: 10 m (32,8 ft)
- Altura: 2,3 m (7,6 ft)
- Superficie alar: 16,5 m² (177,6 ft²)
- Peso vacío: 760 kg (1675 lb)
- Peso máximo al despegue: 1236 kg (2724,1 lb)
- Planta motriz: 1× motor bóxer de seis cilindros refrigerado por aire Continental E-185-11.
  - Potencia: 153 kW (211 HP; 208 CV)

### Rendimiento
- Velocidad máxima operativa (Vno): 306 km/h (190 MPH; 165 kt)
- Velocidad de entrada en pérdida (Vs): 101 km/h (63 MPH; 55 kt)
- Alcance: 1247 km (673 nmi; 775 mi)
- Régimen de ascenso: 5,6 m/s (1102 ft/min)

## Aeronaves relacionadas

### Desarrollos relacionados
- Bay Super V
- Beechcraft Travel Air
- Beechcraft Baron
- Beechcraft T-34 Mentor

### Aeronaves similares
- Mooney M20
- Piper PA-24 Comanche
- Bellanca Viking
- Piper PA-28 Cherokee

### Secuencias de designación
- Secuencia Numérica (interna de Beechcraft): ← 25 - 26 - 28 - 33 - 34 - 35 - 36 - 38 - 40 - 45 - 46 - 50 -- 350 - 390 - 400 - 1074 - 1079 - 1300 - 1900 - 2000 →
- Secuencia U-_ (Aviones Utilitarios estadounidenses, 1962-presente): ← U-19 - U-20 - U-21 - U-22 - U-23 - U-24 - U-25 →
- Secuencia B.S._ (Enlace de las Reales Fuerzas Armadas Tailandesas): ← B.S.2 - B.S.3/K - B.S.4 - B.S.5 - B.S.6 - B.S.7
- Secuencia E._ (Aeronaves de Escuela del Ejército del Aire español, 1954-1978): ← E.21 - E.22 - E.23 - E.24 - E.25 - E.30 - E.31
- Secuencia E._ (Aeronaves de Escuela del Ejército del Aire español, 1978-presente): ← E.19 - E.20 - E.22 - E.24 - E.25 - E.26 - E.27 →